# Asenate Manoa
Asenate Manoa (1992. május 23. –) tuvalui sportoló, atléta, aki harmadmagával képviselte az országát a 2008. évi nyári olimpiai játékokon és részt vett a 2012. évi nyári olimpiai játékokon is Londonban. Ő az első tuvalui futó és az első női tuvalui versenyző az olimpiák történetében.

## Sportpályafutása
Manoa a Fidzsi-szigeteken, Suván edzett, itt készült fel a játékokra. Mivel édesapja fidzsi, a Fidzsi-szigetek atlétikai csapata segített neki. A felkészülés közben az ONOC, az olimpiai helyi papírügyeit intéző regionális irodájában dolgozott. Pekingbe való érkezése előtt soha nem használt rajtgépet, és nem versenyzett ilyen összetett arénában. A fiatal sprinter nem jutott tovább a selejtezőfutamából, és összetettben mindössze egy afgán és egy dzsibuti versenyzőt előzött meg, a körülmények, és a felkészülés tudatában már a részvétel is fantasztikus eredménynek számít.
Manoa nem csak az olimpiai részvétellel járó rekordot tudhatja magáénak. Ő az első női tuvalui atléta, aki érmet és aranyérmet nyert - mindezt a csendes-óceáni játékokon. Mára egyértelműen Óceánia vezető női sprintere.
Manoa szereti az indiai filmeket, népe zenéjét, a híreket, és az NFL-t. Minden álma volt, hogy ott legyen a 2012-es, londoni olimpián, emiatt saját elmondása szerint is dupla erővel készült. A 100 méteres síkfutás selejtezőjében a 27. helyen végzett.